# Corumbataí (ort)
Corumbataí är en ort i Brasilien.   Den ligger i kommunen Corumbataí och delstaten São Paulo, i den sydöstra delen av landet, 700 km söder om huvudstaden Brasília. Corumbataí ligger 609 meter över havet och antalet invånare är 3 874.
Terrängen runt Corumbataí är kuperad åt nordväst, men åt sydost är den platt. Corumbataí ligger nere i en dal. Runt Corumbataí är det ganska glesbefolkat, med 42 invånare per kvadratkilometer.. Närmaste större samhälle är Analândia, 11,1 km norr om Corumbataí.
Omgivningarna runt Corumbataí är huvudsakligen savann.